# Salvador Múgica Buhigas
Salvador Múgica Buhigas   (Ribadeo, 1881 - 5 de gener de 1953) fou un militar gallec d'origen basc, Capità general de les Illes Balears durant el franquisme.
Va lluitar a la guerra de Melilla i en 1914 ascendí a comandant. En començar la guerra civil espanyola era coronel de Regulars i comandant militar de Pontevedra, sumant-se a la rebel·lió i posteriorment fou nomenat governador militar de Lleó. Després va comandar la 81a Divisió al front d'Aragó i en 1938 la 19a Divisió al front d'Extremadura. En acabar la guerra civil espanyola fou ascendit a general i el seu nom fou proposar per presidir la directiva del F. C. Barcelona en 1940. Entre juny i octubre de 1945 fou Capità general de les Illes Balears, fins que en octubre de 1945 fou nomenat capità general de la VIII Regió Militar. L'abril de 1949 deixà el càrrec i va passar a la reserva.